# Temporada 1986-87 de Los Angeles Clippers
La temporada 1986-87 fue la tercera de los Clippers en la NBA en su nueva localización de Los Angeles, y la novena en el estado de California, tras moverse desde Búfalo (Nueva York), donde disputaron ocho temporadas con la denominación de los Buffalo Braves. La temporada regular acabó con 12 victorias y 70 derrotas, ocupando el duodécimo y último puesto de la conferencia Oeste, no logrando clasificarse para los playoffs.

## Elecciones en elDraft
| Ronda | Puesto | Jugador          | Posición  | Nacionalidad   | Universidad     |
| ----- | ------ | ---------------- | --------- | -------------- | --------------- |
| 3     | 54     | Dwayne Polee     | Escolta   | Estados Unidos | Pepperdine      |
| 5     | 100    | Steffond Johnson | Ala-Pívot | Estados Unidos | San Diego State |
| 6     | 124    | Tim Kempton      | Ala-Pívot | Estados Unidos | Notre Dame      |

## Temporada regular
| División Pacífico        | División Pacífico | División Pacífico | División Pacífico | División Pacífico | División Pacífico | División Pacífico | División Pacífico | División Pacífico |
| Equipo                   | G                 | P                 | %                 | PD                | Casa              | Fuera             | Div               |                   |
| ------------------------ | ----------------- | ----------------- | ----------------- | ----------------- | ----------------- | ----------------- | ----------------- | ----------------- |
| y-Los Angeles Lakers     | 65                | 17                | .793              | –                 | 37–4              | 28–13             | 24–6              |                   |
| x-Portland Trail Blazers | 49                | 33                | .598              | 16                | 34–7              | 15–26             | 17–13             |                   |
| x-Golden State Warriors  | 42                | 40                | .512              | 23                | 25–16             | 17–24             | 17–13             |                   |
| x-Seattle SuperSonics    | 39                | 43                | .476              | 26                | 25–16             | 14–27             | 15–15             |                   |
| Phoenix Suns             | 36                | 46                | .439              | 29                | 26–15             | 10–31             | 14–16             |                   |
| Los Angeles Clippers     | 12                | 70                | .146              | 53                | 9–32              | 3–38              | 3–27              |                   |

## Estadísticas
| Rk | Jugador           | Edad | P  | PT | MP   | TC  | TCI  | %TC  | T3  | T3I | %T3  | TL  | TLI | %TL  | RO  | RD  | RT   | AS  | RB  | TAP | BP  | FP  | PTS  |
| -- | ----------------- | ---- | -- | -- | ---- | --- | ---- | ---- | --- | --- | ---- | --- | --- | ---- | --- | --- | ---- | --- | --- | --- | --- | --- | ---- |
| 1  | Michael Cage      | 25   | 80 | 76 | 36.5 | 5.7 | 11.0 | .521 | 0.0 | 0.0 | .000 | 4.3 | 5.8 | .730 | 4.4 | 7.1 | 11.5 | 1.6 | 1.2 | 0.8 | 2.1 | 2.8 | 15.7 |
| 2  | Cedric Maxwell    | 31   | 35 | 31 | 32.3 | 4.3 | 8.3  | .519 | 0.0 | 0.0 |      | 5.1 | 6.5 | .776 | 2.9 | 4.2 | 7.2  | 3.5 | 0.7 | 0.3 | 2.5 | 2.9 | 13.6 |
| 3  | Benoit Benjamin   | 22   | 72 | 61 | 31.0 | 4.4 | 9.9  | .449 | 0.0 | 0.0 | .000 | 2.6 | 3.7 | .715 | 1.9 | 6.3 | 8.1  | 1.9 | 0.8 | 2.6 | 2.6 | 3.5 | 11.5 |
| 4  | Marques Johnson   | 30   | 10 | 10 | 30.2 | 6.8 | 15.5 | .439 | 0.0 | 0.6 | .000 | 3.0 | 4.2 | .714 | 0.9 | 2.4 | 3.3  | 2.8 | 1.2 | 0.5 | 1.7 | 2.4 | 16.6 |
| 5  | Mike Woodson      | 28   | 74 | 66 | 28.7 | 6.7 | 15.3 | .437 | 0.5 | 1.7 | .276 | 3.2 | 3.9 | .828 | 0.9 | 1.3 | 2.2  | 2.6 | 1.4 | 0.2 | 2.3 | 2.7 | 17.1 |
| 6  | Darnell Valentine | 27   | 65 | 52 | 27.1 | 4.2 | 10.3 | .410 | 0.2 | 0.9 | .232 | 2.5 | 3.1 | .815 | 0.6 | 1.7 | 2.3  | 6.9 | 1.8 | 0.2 | 2.6 | 2.3 | 11.2 |
| 7  | Larry Drew        | 28   | 60 | 22 | 26.1 | 4.9 | 11.4 | .432 | 0.2 | 1.2 | .167 | 2.3 | 2.8 | .837 | 0.4 | 1.3 | 1.7  | 5.4 | 1.0 | 0.0 | 2.5 | 1.8 | 12.4 |
| 8  | Earl Cureton      | 29   | 35 | 11 | 24.8 | 3.3 | 6.7  | .487 | 0.0 | 0.0 | .000 | 1.2 | 2.3 | .544 | 2.8 | 3.6 | 6.4  | 1.5 | 0.5 | 0.9 | 1.0 | 2.5 | 7.7  |
| 9  | Rory White        | 27   | 68 | 35 | 22.7 | 3.9 | 8.1  | .480 | 0.0 | 0.0 | .000 | 1.4 | 2.1 | .653 | 1.3 | 1.5 | 2.9  | 1.2 | 0.7 | 0.3 | 1.1 | 2.3 | 9.2  |
| 10 | Geoff Huston      | 29   | 19 | 8  | 22.5 | 2.9 | 6.4  | .455 | 0.1 | 0.1 | .500 | 0.9 | 1.8 | .529 | 0.3 | 0.6 | 0.9  | 5.3 | 0.7 | 0.0 | 2.4 | 1.5 | 6.8  |
| 11 | Kurt Nimphius     | 28   | 38 | 6  | 21.3 | 3.1 | 6.6  | .472 | 0.0 | 0.1 | .000 | 1.5 | 2.3 | .648 | 1.5 | 2.0 | 3.5  | 0.5 | 0.4 | 1.1 | 1.2 | 3.1 | 7.8  |
| 12 | Kenny Fields      | 24   | 44 | 17 | 19.6 | 3.5 | 7.8  | .445 | 0.1 | 0.3 | .250 | 1.6 | 2.0 | .809 | 1.4 | 1.9 | 3.3  | 1.4 | 0.7 | 0.3 | 1.2 | 2.7 | 8.7  |
| 13 | Quintin Dailey    | 26   | 49 | 5  | 18.9 | 4.1 | 10.0 | .407 | 0.0 | 0.2 | .100 | 2.4 | 3.2 | .768 | 0.7 | 1.0 | 1.7  | 1.6 | 0.9 | 0.2 | 1.4 | 2.3 | 10.6 |
| 14 | Lancaster Gordon  | 24   | 70 | 4  | 16.1 | 3.2 | 7.8  | .406 | 0.2 | 0.7 | .292 | 1.0 | 1.4 | .737 | 0.9 | 0.9 | 1.8  | 2.0 | 0.9 | 0.2 | 1.5 | 1.5 | 7.5  |
| 15 | Tim Kempton       | 23   | 66 | 6  | 14.2 | 1.5 | 3.1  | .471 | 0.0 | 0.0 | .000 | 1.4 | 2.1 | .693 | 1.1 | 1.9 | 2.9  | 0.8 | 0.6 | 0.2 | 0.7 | 2.5 | 4.4  |
| 16 | Steffond Johnson  | 24   | 29 | 0  | 8.1  | 0.9 | 2.2  | .422 | 0.0 | 0.1 | .000 | 0.7 | 1.3 | .526 | 0.5 | 1.0 | 1.5  | 0.2 | 0.3 | 0.1 | 0.6 | 1.9 | 2.6  |
| 17 | Dwayne Polee      | 23   | 1  | 0  | 6.0  | 1.0 | 4.0  | .250 | 0.0 | 3.0 | .000 | 0.0 | 0.0 |      | 0.0 | 0.0 | 0.0  | 0.0 | 1.0 | 0.0 | 1.0 | 3.0 | 2.0  |